# West Retford
West Retford är en stadsdel i Retford, i unparished area East Retford, i distriktet Bassetlaw, i grevskapet Nottinghamshire i England. West Retford var en civil parish fram till 1921 när blev den en del av East Retford. Civil parish hade 881 invånare år 1911.